# Haus Döring (Marbeck)
Das Haus Döring ist eine abgegangene Burganlage im Borkener Ortsteil Marbeck, Döringweg 5 im Kreis Borken in Nordrhein-Westfalen.

## Die Burg
Die Burg wurde als Turmhügelburg (Motte) vermutlich im 12. Jahrhundert errichtet. Sie bestand aus einem steinernen Wohnturm, der auf einem künstlichen, 8 m hohen Hügel stand. Die Burginsel wird heute von einer teilweise verlandeten, 20–25 m breiten Gräfte umschlossen. Ein äußerer, 8–10 m breiter Wassergraben ist größtenteils noch gut erkennbar, wenn auch streckenweise verlandet und zugewachsen. Die Wirtschaftsgebäude und eine Wassermühle bildeten die vorgelagerte Vorburg.
Die Burg war auf dem Gelände des Haupthofes Marbeck angelegt worden. 1301 übertrug Wessel von Lembeck das Gut dem Bischof von Münster und erhielt es als Lehen wieder zurück. 1307 wurde die Burg erstmals ausdrücklich erwähnt, als sie vom Grafen von Kleve erobert und als Lehen beansprucht wurde. Schließlich erwarb dieser die Burg durch einen Kauf. Es folgten zahlreiche Besitzerwechsel durch Verkauf, Verpfändung und Verpachtung. 1554 und 1597 wurde sie jeweils durch münstersche Truppen eingenommen, um Steuern einzutreiben. Im spanischen Erbfolgekrieg wurde die Burg mehrmals niedergebrannt und fiel durch den Jülich-Klevischen Erbfolgestreit schließlich an das Kurfürstentum Brandenburg.

## Heutiger Zustand
Auf dem Hügel steht heute ein zweigeschossiger, dreiachsiger Barockbau aus dem Jahr 1727. Im Keller sind Spuren eines älteren Bauwerks aus großformatigen Ziegeln zu erkennen. Auch die Wassermühle der Vorburg ist erhalten. Obwohl ein Teil des äußeren Grabens trockengelegt ist, lässt sich die Struktur der Ringanlage noch gut erkennen.

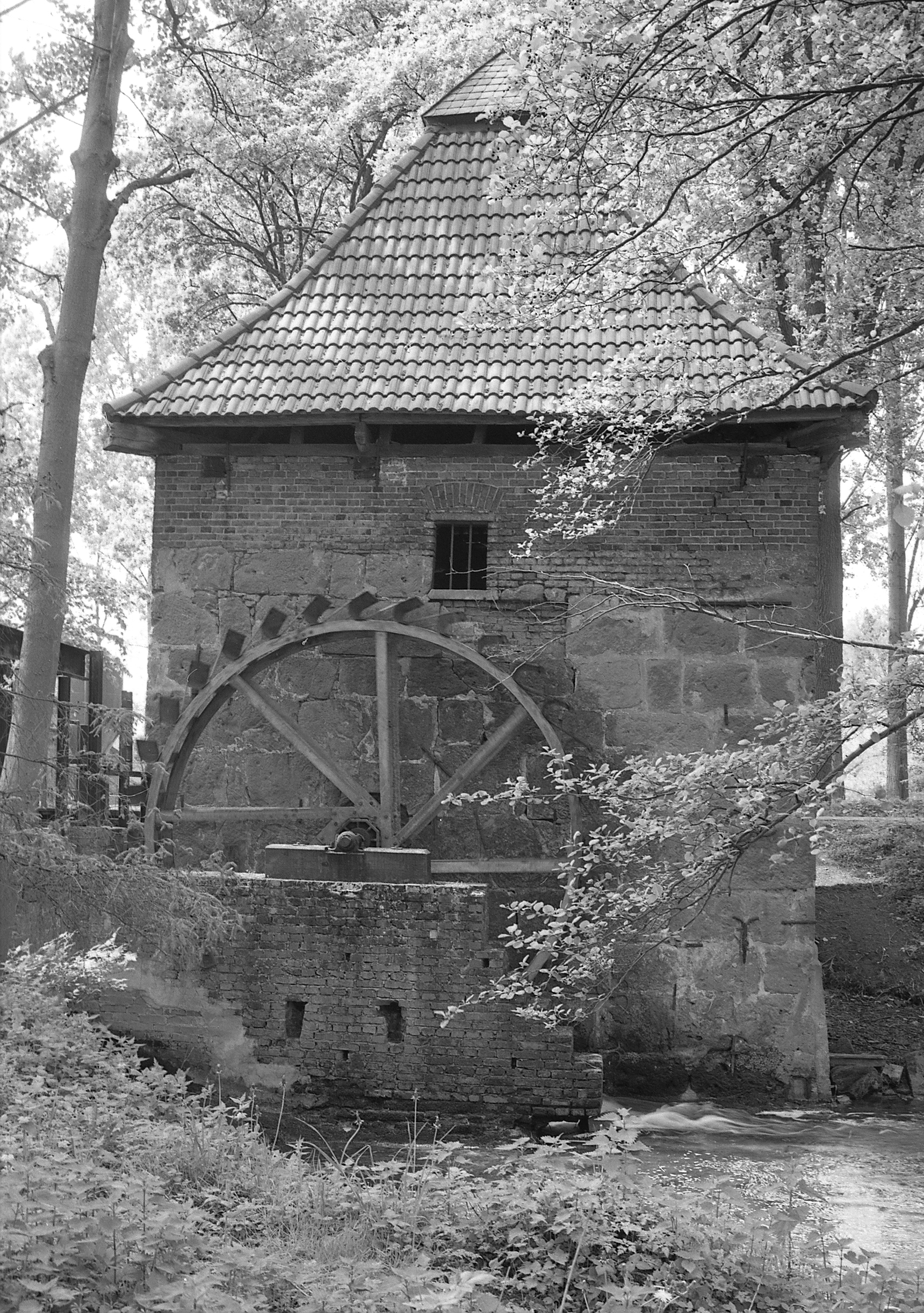
Wassermühle

## Familie von Döring
Die Familie von Döring war  eine Nebenlinie der Herren von Lembeck und wurde schon im Mittelalter erwähnt. 1265 war Johann von Döring bischöflicher Amtmann zu Bocholt und Borken. 1303 wird Johan de Döring als Ritter genannt.
1922 ging das Anwesen in den Besitz der Familie Anton Klümper über.